# Sinagoga de Deir el Qamar
La Sinagoga de Deir el Qamar  (en árabe:كنيس دير القمر) se sitúa en Deir el Qamar, una aldea en el centro-sur de Líbano, se trata de la sinagoga más antigua del Monte Líbano. La sinagoga fue construida en el siglo XVII para atender a la población judía local, algunos de los cuales formaban parte del entorno inmediato de Fajr al-Din II. El edificio está en buenas condiciones. Ha sido cerrado al público debido a consideraciones de seguridad. Después de los trabajos de restauración se eliminaron todos los símbolos religiosos, y la sinagoga se ha confiado al centro cultural francés bajo la Dirección General de Antigüedades.